# Oologah
Oologah è un comune degli Stati Uniti d'America, situato nello Stato dell'Oklahoma, nella Contea di Rogers.
È il luogo di nascita dell'attore comico Will Rogers.

## Geografia
La città sorge presso il lago artificiale omonimo sul fiume Verdigris. La città ha un'area di 3.2 km2, interamente pianeggiante.

## Società

### Evoluzione demografica
Nel censimento del 2010 la popolazione della città era di 1.146 abitanti., il 76,4% bianchi e il 15,4% Nativi americani; il 69,3 della popolazione aveva un'età maggiore di 18 anni..

## Etimologia del nome
La città prende il nome di un capo dei Cherokee. Il termine della lingua cherokee significa "Nuvola Scura". Il nome è stato anche riferito al termine cherokee o li ga, che indica il redhorse fish (Moxostoma), o ancora al termine u wv gi la, per "nuvole".
In alcune scritte più antiche il nome compare scritto come Oolagah, ma la grafia ufficiale è ora Oologah.

## Storia
Nel 1889 la "Kansas and Arkansas Railway" (poi divenuta la "St. Louis, Iron Mountain and Southern Railway, oggi parte della "Missouri Pacific Railroad") realizzò nella zona una linea ferroviaria e fondò la città, chiamata Oologah, nel Territorio indiano. L'ufficio postale vi fu aperto nel 1891.
La cittadina fiorì agli inizi del XX secolo, grazie all'agricoltura, alle miniere di carbone e alla produzione di petrolio. Le attività produttive furono duramente colpite durante la Grande depressione: la popolazione scese da 324 abitanti nel 1910 a 236 nel 1940.
Nel 1960 la popolazione era risalita a 299 abitanti. Nel 1963 il U.S. Army Corps of Engineers costruì la diga di Oologah, che sbarrò il fiume Verdigris, creando il lago Oologah (superficie di 119 km², con 336 km di coste), dando nuovo impulso all'economica cittadina: la popolazione raggiunse 458 abitanti nel 1970 e 798 nel 1980.
Il 26 aprile del 1991 un tornado di classe F4 distrusse diversi edifici, compresa la scuola, nella parte nord della città.

## Luoghi di interesse
- Pompa del primo sistema idrico cittadino, del 1907[7]. Al centro della città nel 1995 è stato eretto un monumento a Will Rogers (The Cherokee Kid), che lo rappresenta in bronzo mentre sosta alla pompa dell'acqua della città insieme al suo cavallo[8].
- Edificio della Banca di Oologah, in legno e mattoni, una delle prime banche dello Stato dell'Oklahoma, costruita quando la città si trovava ancora nel Territorio indiano e attiva tra il 1906 e il 1945[9]
- Negozio di I.W.W. Beck, costruito nel 1907, ultimo edificio di Oologah ad avere l'elettricità[10].

La città ha un museo: l'Oologah Historical Museum, che ospita una collezione di oggetti della vita quotidiana in un edificio la cui facciata risale agli anni 1890 (Mart Reed's General Store). Il museo è stato aperto nel 1988 e nel 1992 vi è stata aggiunta una grande sala espositiva.